# Blas Ruiz (deportista)
Blas Ruiz, destacado deportista mexicano de la especialidad de tiro quien fue campeón de Centroamérica y del Caribe en Mayagüez 2010.

## Trayectoria
La trayectoria deportiva de Blas Ruiz se identifica por su participación en los siguientes eventos nacionales e internacionales:

### Juegos Centroamericanos y del Caribe
Fue reconocido su triunfo de ser el séptimo deportista con el mayor número de medallas de la selección de  México 
en los juegos de Mayagüez 2010.

#### Juegos Centroamericanos y del Caribe de Mayagüez 2010
Su desempeño en la vigésima primera edición de los juegos, se identificó por ser el vigésimo primero deportista con el mayor número de medallas entre todos los participantes del evento, con un total de 5 medallas:

- , Medalla de oro: 3 Posiciones 50 m
- , Medalla de oro: Aire 10 m
- , Medalla de oro: Aire 10 m Equipo
- , Medalla de plata: 50 m Equipo
- , Medalla de plata: Tendido 50 m